# Los Mirlos
Los Mirlos est un groupe péruvien de cumbia, originaire de Moyobamba, dans le département de San Martín.

## Histoire

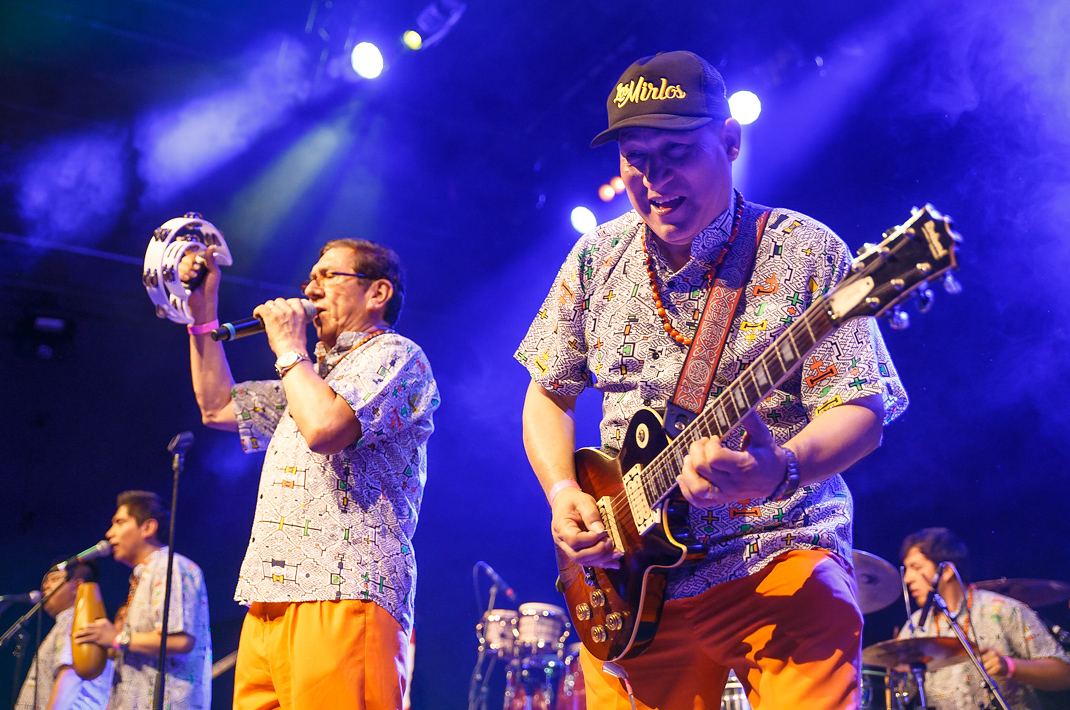
Los Mirlos, en 2018.

Le groupe est originaire de Moyobamba, ville située dans le Nord de l'Amazonie, région de San Martín, du Pérou. Jorge Rodriguez Grandez, directeur et fondateur du groupe, auteur et interprète, commence à chanter ses premières compositions à Moyobamba, en utilisant la guitare électrique et l'accordéon avec Carlos Rogdríguez Grandez, son frère cadet. En 1973, ils sont à Lima, capitale du pays, avec leur frère Segundo et leur cousin Wagner. Ils décident alors de former le groupe Los Mirlos, inspiré du nom d'un oiseau noir qui habite dans l'Amazonie péruvienne. Ils lancent alors des chansons aux rythmes tropicaux, inspirées de la cumbia colombienne et des rythmes de la selva péruvienne.
Ils enregistrent leur premier 45 tours avec des chansons El Aguaje, La Danza de los Mirlos avec le label Infopesa et enregistrent un album par an. Ayant un grand succès au Pérou, leur musique très joyeuse et rythmée, est un hybride de la musique andine, la cumbia colombienne, et de rock américain des années 1960. Après leur succès des années 1970, ils reviennent vers la fin des années 1990 et lancent de nouvelles chansons dans les années 2000. La renaissance de Los Mirlos fait partie de la vague de reprises des tubes de cumbia tropicale des années 1970, faites par des groupes de musique péruviens contemporains.
En 2017, ils annoncent une tournée au Mexique, pays où plusieurs de leurs enregistrements ont été très popularisées par le label local Discos InterGas dans les années 1970 et 1980, pour le mois de septembre. Cependant, elle est annulée à la suite du séisme de Puebla. Les organisateurs de Sonido Gallo Negro et d'Ocesa respecteront l'interdiction d'organiser des spectacles dans le pays en raison de la catastrophe géologique qui a causé de gros dégâts aux infrastructures de la capitale mexicaine et ont reporté l'événement à une date indéterminée. Los Mirlos continuent de se produire sur la scène nationale.

## Style musical et influences
Le style musical est à mi-chemin entre surf rock, cumbia et rock psychédélique et les membres du groupes citent comme inspirations des groupes comme Los Destellos et Los Chamas. Ils se disent en osmose avec la jungle péruvienne.

## Discographie

### Albums studio
- 1973 : El Sonido selvático
- 1974 : El Poder verde
- 1975 : Los Charapas de oro
- 1975 : El Milagro verde (Los Mirlos)
- 1976 : Tírense con la escoba
- 1977 : Tu Ñaña
- 1978 : Internacionalmente
- 1980 : Con sabor a selva
- 1980 : Lo Mejor de... (Vol. 1)
- 1982 : Los Mirlos
- 1982 : Tiro al blanco
- 1982 : Lo Mejor de... Vol. 2
- 1984 : Cumbia Thriller
- 1986 : El Encanto de Los Mirlos
- 1988 : Los Mirlos 88
- 1988 : Los Reyes de la cumbia amazónica
- 1989 : Con sabor a cumbia
- 1990 : La Historia, enganchados
- 1990 : La Ladrona
- 1991 : Lo Mejor de...
- 1992 : Los Mirlos (Juancito obrero) avec Raúl Pastor
- 1993 : Pídeme la luna
- 1994 : Minuto a minuto
- 1994 : 15 Grandes Éxitos
- 1995 : Enamorado
- 1997 : Como amiga
- 1998 : La cumbia de los negros
- 2000 : Por siempre
- 2007 : Por siempre avec Raúl Pastor
- 2010 : Calidad sin fronteras
- 2010 : Únicos, Raúl Pastor y el sonido de Los Mirlos
- 2014 : Cumbia Amazónica, 1972-1980 14 Éxitos
- 2018 : Corazón amazónico

### Compilations
- 1978 : Cumbia Amazónica
- 1980 : Cumbia Amazónica vol. 2
- 1992 : chanson Nuestro juramento
- 1996 : El Amor hecho canción

### Single
- 1972 : La Danza de Los Mirlos et El Achoradito
- 1972 : La Pamperita et La Marcha del Pato
- El Sonido de Los Mirlos
- Amor tierno amor
- Lamento en la Selva
- La danza del petrolero
- El poder verde
- Tírense con la escoba
- Eres mentirosa
- El milagro verde
- Ay, cariño
- Muchachita del oriente
- El curandero
- Sabor a Selva
- La misma vaina
- Además